# Greg Ganske
Pour les articles homonymes, voir Ganske.
John Greg Ganske, né le 31 mars 1949 à New Hampton (Iowa), est un homme politique américain, représentant républicain de l'Iowa à la Chambre des représentants des États-Unis de 1995 à 2003.

## Biographie
Diplômé d'un doctorat en médecine de l'université de l'Iowa en 1976, Greg Ganske devient chirurgien. Il sert dans l'armée de réserve des États-Unis de 1986 à 2001.
En 1994, il se présente à la Chambre des représentants des États-Unis dans le 4e district de l'Iowa, qui s'étend du Nebraska à Des Moines. En pleine révolution républicaine, il est élu face au démocrate Neal Smith, représentant depuis 18 mandats. Il est réélu à trois reprises. Durant son mandat, il est considéré comme un républicain modéré.
Lors des élections sénatoriales de 2002, il se présente sans succès face au démocrate sortant Tom Harkin qui remporte l'élection avec 54 % des suffrages contre 44 % pour Ganske. Il retrouve alors sa profession de chirurgien à Des Moines.